# فولتون (نيويورك)
فولتون (بالإنجليزية: Fulton, Schoharie County, New York)‏ هي بلدة أمريكية تقع في الولايات المتحدة في مقاطعة شوهاري، نيويورك. يقدر عدد سكانها بـ 1,495 نسمة ومساحتها 168.2 كم2 وترتفع عن سطح البحر 350 متر.